# Rinoceront blanc
El rinoceront blanc (Ceratotherium simum) és una de les cinc espècies de rinoceronts que existeixen actualment. És l'única espècie vivent del gènere Ceratotherium i és el rinoceront més gros que existeix: un adult pot pesar 3.500 kg i arribar a 4 metres de llarg i 1,8 metres d'alt.
N'hi ha dues subespècies. Habita al nord-est i sud de l'Àfrica i alguns parcs zoològics (San Diego, Praga, etc.) en captivitat.
El rinoceront blanc té en realitat la pell de color gris, malgrat el nom que li van donar els anglesos producte de l'homofonia de white amb la paraula neerlandesa que significa ample la qual fa referència al llavi ample que, juntament amb la protuberància al llom i les orelles més punxegudes, són característiques distintives d'aquest rinoceront.
De les dues subespècies, la Ceratotherium simum cottoni, amb només quatre individus l'agost de 2006, està en perill crític, és a dir, que corre un risc extremadament gran d'extingir-se en estat salvatge, mentre que l'altra, Ceratotherium simum simum, amb més de 21.000 individus, està classificada solament com «Gairebé amenaçada» i la seva població i distribució creixen contínuament.
Encara és objecte de caça furtiva a l'Àfrica central; és més fàcil de caçar que altres rinoceronts perquè permet que els caçadors s'hi acostin més a prop, fins a 10 metres. Com tots els rinoceronts, és molt curt de vista i no distingeix pràcticament res a menys de 20 metres.
Hi ha un perill dels efectes de la consanguinitat, ja que la majoria d'individus provenen d'una vintena d'individus que, a principi de segle xx, sobrevisqueren a una quasi total extinció.
Es reprodueixen amb moltes dificultats als parcs zoològics.

## Nom comú
Els rinoceronts blancs són de color gris, una mica més clar que el dels rinoceronts negres, però el seu nom no es deu a això, sinó a una curiosa equivocació. En el segle xvii, quan els primers colons holandesos van arribar a Sud-àfrica, van anomenar a aquest animal wijde, que significa 'ample', en referència al seu llavi recte i ample, bastant diferent al llavi de l'altre rinoceront africà. Els britànics, que es van establir a la Ciutat del Cap a partir de l'any 1806, van creure erròniament que el que els holandesos deien era white ('blanc'), paraula anglesa de pronunciació similar.

## Característiques

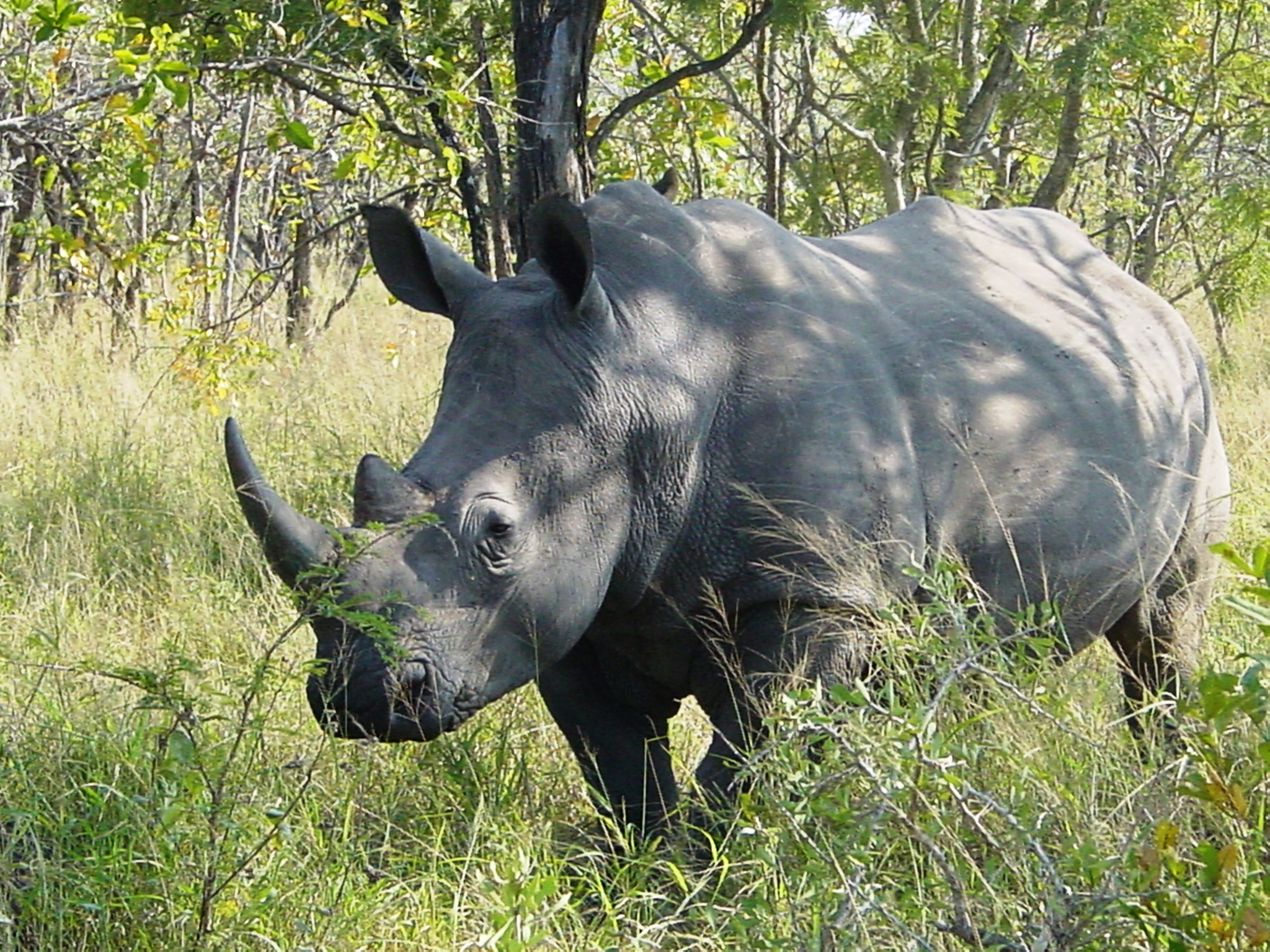
Rinoceront blanc al Parc Nacional Kruger (Sud-àfrica)

El llavi ample i recte es deu al fet que aquest animal s'alimenta preferentment d'herbes que recull del terra, mentre que el rinoceront negre ho fa de vegetació arbustiva. Gràcies a això les dues espècies de rinoceronts africans, d'altra banda molt similars en hàbits, poden coexistir en un mateix ecosistema. L'aparellament no es produeix en una època específica, i les femelles pareixen una sola cria cada 4 o 5 anys, quan ja ha madurat l'anterior.
La banya dels rinoceronts no és una veritable banya com la de les vaques o la dels toros al no créixer del crani, ni un ullal, com el dels elefants al no créixer de la boca. És més aviat una duresa a la zona del nas i està formada per queratina, el mateix material que forma les nostres ungles i el nostre pèl. Així, si la banya es trenca en una baralla pot arribar a regenerar-se, arribant fins i tot a créixer 7 centímetres a l'any.

## Taxonomia
Es reconeixen les següents subespècies:
- Rinoceront blanc del nord (Ceratotherium simum cottoni)
- Rinoceront blanc del sud (Ceratotherium simum simum)

## Estat de conservació
El 98% de la població resideix en 4 països: Kenya, Namíbia, Zimbàbue i República de Sud-àfrica. La subespècie del nord (Ceratotherium simum cottoni), que habitava exclusivament a la República Democràtica del Congo dins del Parc Nacional del Garamba després de la seva extinció d'altres zones com el Sudan, probablement ja hagi desaparegut fruit de l'assetjament de l'home i dels conflictes bèl·lics de la zona, doncs cap exemplar ha estat vist des de l'any 2006. El 2011, després d'anys de protecció i reubicacions, l'espècie s'ha incrementat fins als 20.150 rinoceronts en estat silvestre, augmentant per tant dels 17.500 censats el 2007. Sud-àfrica constitueix la major reserva amb el 93% dels rinoceronts (16.255 el 2007), si bé durant el 2010 s'han comptabilitzat 333 exemplars morts producte de la caça furtiva. En conjunt pot considerar-se com un gran creixement l'experimentat per l'espècie en els últims anys si es compara que a inicis del segle xx eren amb prou feines uns 1.000 rinoceronts els que quedaven. Es creu que abans de la colonització europea del continent africà la seva població era de fins a 1.000.000 de rinoceronts africans (incloent també al negre). L'estat de conservació de l'espècie és d'«espècie gairebé amenaçada» NT (de l'anglès Near Threatened).